# Museo de Historia Natural de Berlín
El Museo de Historia Natural de Berlín (en alemán: Museum für Naturkunde in Berlin) es un museo de historia natural situado en la ciudad de Berlín, capital de Alemania. Es una de las instituciones de investigación más importantes del mundo en materia de biodiversidad y evolución biológica y geocientífica y comprende colecciones de zoología, paleontología, geología y mineralogía.

## Historia

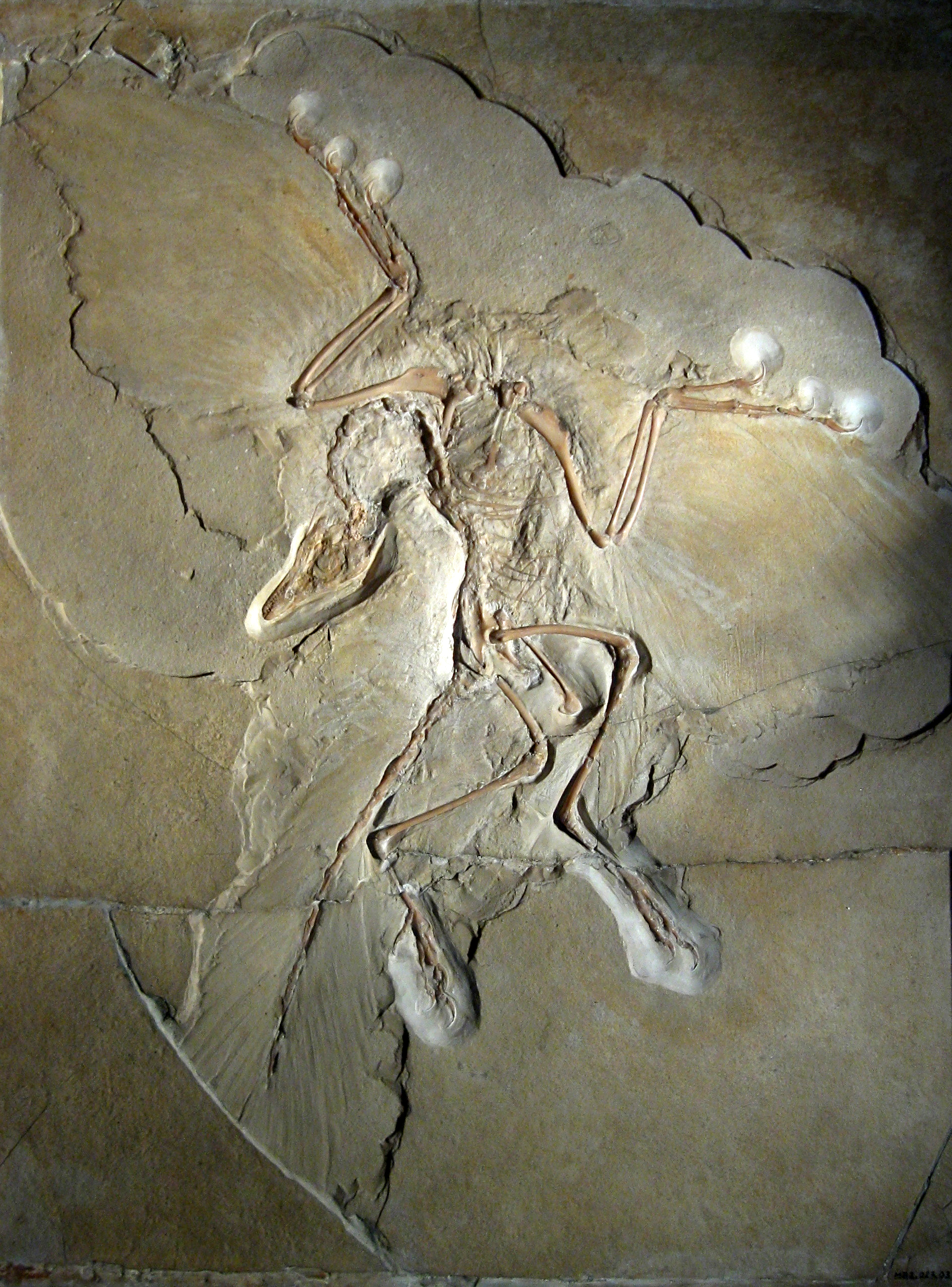
El Museo posee uno de los fósiles más valiosos del mundo: el famoso espécimen de Berlín de la especie Archaeopteryx lithographica.

El Museum für Naturkunde de Berlín fue fundado en 1810 simultáneamente junto a la Universidad de Berlín, en aquella época llamada Universität zu Berlin y hoy en día llamada Humboldt-Universität zu Berlin («Universidad Humboldt de Berlín»), pero todavía actualmente situada en la avenida Unter den Linden. Las primeras colecciones del museo se constituyeron inicialmente a partir de una colección de minerales proveniente de la que en aquella época era la Academia de Minas de Berlín. A partir de entonces las colecciones del museo fueron aumentando y necesitando cada vez más espacio. Cuando en 1880 las colecciones pasan a ocupar las dos terceras partes del edificio de la Universidad, se requiere la construcción de un nuevo museo, comenzada en 1883 siguiendo el diseño y la dirección del arquitecto August Tiede. Finalmente, el 2 de diciembre de 1889, el Káiser Guillermo II inauguró el nuevo edificio, situado a proximidad de la universidad, en el número 43 de la Invalidenstraße, y todavía en uso en la actualidad.
A partir de 1889, el Museo recibe muestras recogidas en las colonias alemanas así como en importantes expediciones de investigación, como la Expedición de la Valdivia (a partir de 1898), destinada a la exploración del océano profundo, o la Expedición Tendaguru (1909-1913, en Tanzania, África) destinada a recolectar fósiles del período Jurásico. Pero la Segunda Guerra Mundial tuvo consecuencias desastrosas para este museo: durante los bombardeos de 1944 se destruye el ala este, los grandes mamíferos y sus reconstrucciones son eliminados casi en su totalidad; aunque la mayoría de las colecciones se guardan en lugares seguros, fósiles valiosos como los restos de Spinosaurus son también destruidos, pero los esqueletos de Giraffatitan (todavía identificado como Brachiosaurus en aquella época), de Dicraeosaurus y de Kentrosaurus sobrevivieron a los bombardeos. Después de terminada la guerra, el Museum für Naturkunde fue el primero en abrir de nuevo sus puertas en la ciudad de Berlín: fue reabierto al público el 16 de septiembre de 1945.

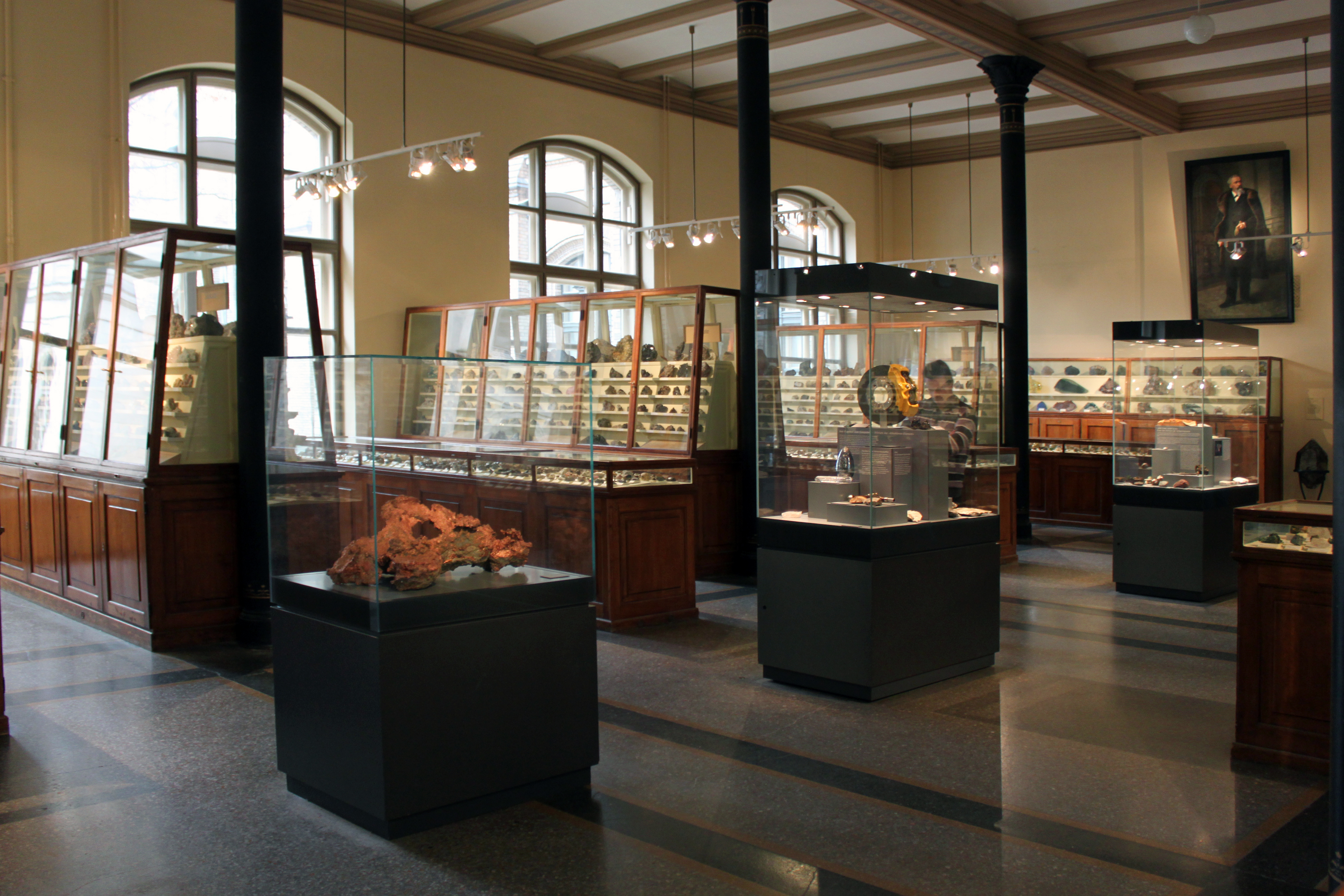
Colecciones mineralógicas del museo.

En 1949 la Universidad de Berlín pasa a llamarse Universidad Humboldt de Berlín, por lo que a partir de entonces también empezó a llamarse al Museo de Historia Natural de Berlín «el Museo Humboldt» (esta denominación dejó de tener validez en 2009 por desolidarse el museo de la universidad en ese año). A lo largo de la segunda mitad del siglo XX se renuevan y rediseñan muchas salas entre los años 1950 y 1980. También en esta época se hacen varias expediciones a Cuba, a la República Popular de Mongolia y a la Unión Soviética para recolectar muestras. A partir de la caída del muro de Berlín (1989) y la reunificación alemana (1990), el Museo se reorganiza para formar tres institutos:
- Mineralogía
- Paleontología
- Zoología sistemática

Hasta que en 1992 los techos y las partes de la fachada se renuevan y se crean nuevos anexos de laboratorio para la investigación. En agosto de 2003, se abriría una nueva exposición permanente en la sección Preparación; al mismo tiempo, el Humboldt-Exploratorium abre, que marca un nuevo paso hacia la mejora de la comprensión pública de la ciencia. En 2005 se logra la restauración y rehabilitación de aproximadamente un tercio de la superficie de exposición. Y en 2006, un director general de tiempo completo es nombrado y el museo se reorganiza de nuevo en las secciones Investigación, Colecciones, Exposiciones y Educación Pública. A la par que se comienzan los trabajos de reconstrucción en el ala este.
El 1° de enero de 2009, debido a la importancia que obtiene más allá de la región, el Museo se convierte en una Fundación de Derecho Público por la ley y un miembro de la Asociación Leibniz, por lo que el museo se hizo llamar Museum für Naturkunde – Leibniz-Institut für Evolutions- und Biodiversitätsforschung an der Humboldt-Universität zu Berlin. Es con este nombre con el que el museo festejó el bicentenario de su fundación, en septiembre de 2010. Al poco tiempo, por haberse desvinculado de la universidad Humboldt de Berlín, el museo pasó ha llamarse oficialmente Museum für Naturkunde Leibniz-Institut für Evolutions und Biodiversitätsforschung ('Museo de Historia Natural - Instituto Leibniz para la Investigación sobre la Evolución y la Biodiversidad').

## Colecciones

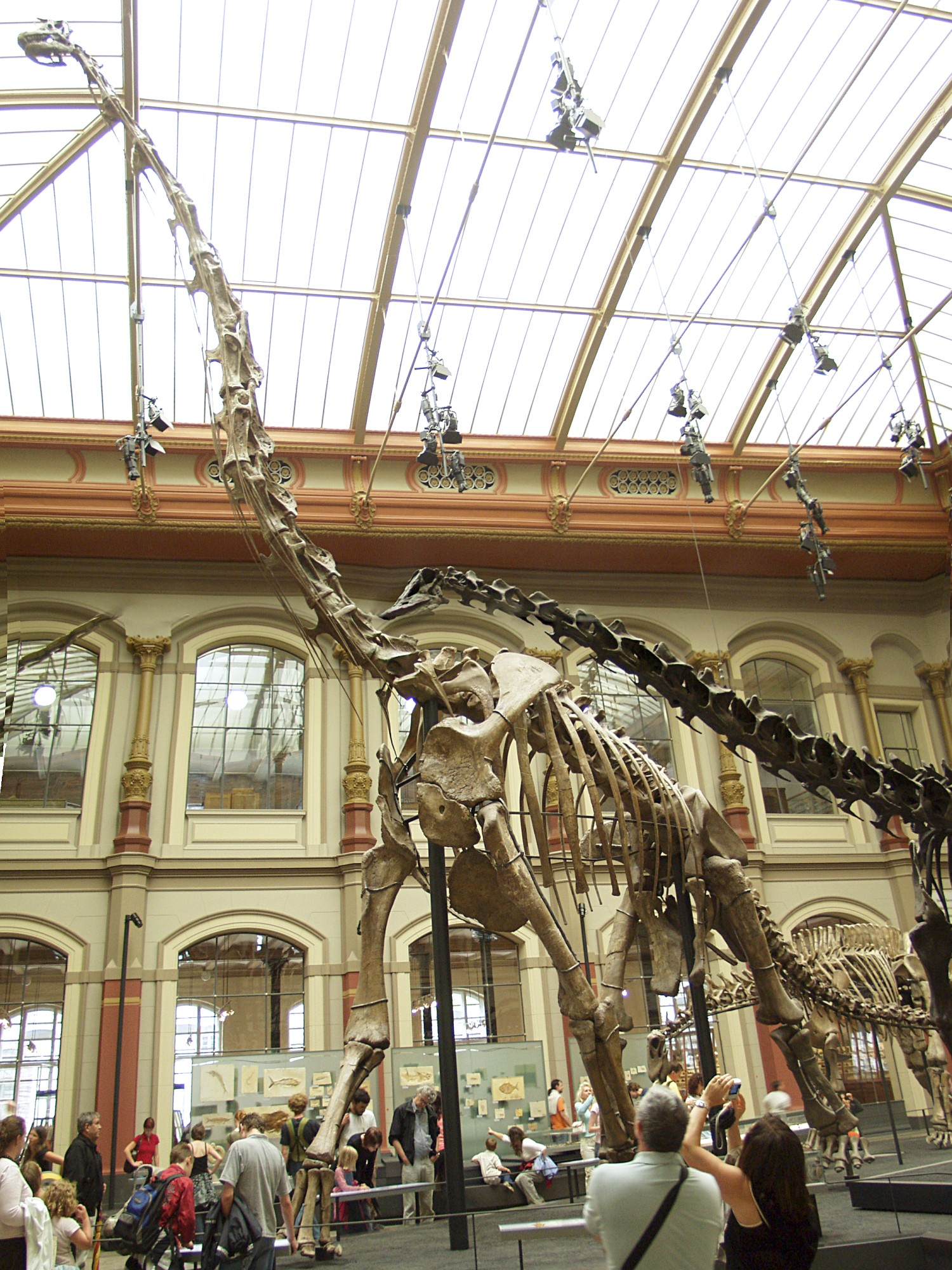
Otro de los fósiles mundialmente famosos del museo es este ejemplar de Giraffatitan brancai (anteriormente nombrado Brachiosaurus brancai), el mayor esqueleto completo de dinosaurio encontrado hasta la fecha.

Del Museo Zoológico, una de las partes de donde se formó este Museo, en  el año 1875 había 600.000, para 1880 como los objetos ocupaban una gran parte de la universidad, cuando construyen el nuevo edificio en 1889; el crecimiento de colecciones en el museo fue sumamente abundante, entre el año 1909 y 1913 el crecimiento de fósiles de dinosaurios se hizo más grande, al igual que la colección de mariposas del mundo de Otto Staudiger, en la actualidad el museo posee más de 30 millones de especímenes, lo que hace que sea uno de los museos más grandes del mundo; posee 10 millones de invertebrados y de los vertebrados 580.000, mientras que posee 9.000 especies de aves. Mientras, en la década de 1930, los huesos de dinosaurios hallados en Tendaguru llegaron al museo para que sus correspondientes esqueletos fueran montados en el gran atrio. Uno de estos esqueletos sigue proporcionando a este museo de Berlín una fama mundial, principalmente porque es el mayor esqueleto completo de dinosaurio encontrado hasta la fecha. Se trata de un ejemplar completo de Giraffatitan brancai (fósil anteriormente atribuido al género Brachiosaurus pero hoy en día rebautizado como Giraffatitan). El esqueleto, tras su montaje más reciente, mide 13,27 m de alto, 15,5 m de largo y constituye el espécimen tipo del género Giraffatitan. Descubierto en las expediciones a Tendaguru, llevadas a cabo por el museo entre 1909 y 1913, el espécimen fue incluido por el científico alemán Werner Janensch en el género Brachiosaurus y bautizado científicamente por primera vez en 1914 como Brachiosaurus brancai. El montaje completo del esqueleto no fue completado en el museo hasta el año 1937, en una posición considerada hoy en día como incorrecta (véase aquí una fotografía del antiguo montaje). Tras rebautizar la especie dentro del género Giraffatitan, a partir de 2005 se procedió a desmontar el esqueleto para darle una postura considerada como anatómicamente correcta por la ciencia de principios del siglo XXI. Después de dos años de construcción y remodelación, se abrieron cuatro salas de exposición permanente y una sala de exposiciones temporales, el 13 de julio de 2007. Algunas exposiciones permanentes fueron rediseñadas para la ocasión. Uno de los temas de investigación mostrados al público es, por ejemplo, La evolución de la Tierra y la vida en ella.
Desde el 13 de septiembre de 2010, la planta baja de la recién erigida ala este del edificio del museo es también parte de las exposiciones. Los visitantes pueden echar un vistazo a sus peces y las colecciones de anfibios y reptiles. Estas colecciones son dos ejemplos de las grandes colecciones albergadas en el museo. Más que nunca, las exposiciones se han convertido en la interfaz entre las ciencias y el público. 

## Organización
El Museo de Historia Natural de Berlín es una institución independiente de derecho público que se rige por:
- Stiftungsrat (un consejo de dirección, formado por los miembros de la fundación)
- El Director del Museo, designado
- Wissenschaftlicher Beirat (Consejo Científico Asesor)

El museo está dividido en los siguientes departamentos:
- El Departamento de Colecciones
- El Departamento de Infraestructuras y de Investigación
- El Departamento de Exposiciones y de Educación Pública
- La Dirección General, incluida la Administración

La investigación se organiza en programas de ciencia temporales (los Forschungsbereiche). Actualmente son los siguientes:
- Descubrimiento de la Biodiversidad
- Genoma - Organismo - Medio Ambiente
- Diversidad Dinámica
- Impactos de Meteoritos y Procesos Geológicos
- Desarrollo de las Colecciones
- Comunicación de la Ciencia y de la Historia de la Ciencia

El número de programas de ciencia y sus temas relacionados son flexibles y dependen del enfoque académico del Museo en cada momento dado. Cada Programa científico tiene su propio portavoz.